# 東京国際和太鼓コンテスト
東京国際和太鼓コンテスト（とうきょうこくさいわだいこコンテスト）は、和太鼓のコンテスト。
日本の伝統芸能として、近年飛躍的に発展を遂げている和太鼓の優れた人材を発掘し、国際的に活躍する奏者を育成を目的としている。2002年（平成14年）に第1回目が開催され、以降毎年開催されている。アートウィル代表の平沼仁一がプロデューサー。

## 概要
- 主催 - 東京新聞、財団法人浅野太鼓文化研究所、財団法人児童育成協会こどもの城
- 後援 - 文化庁、国際交流基金
- 協力 - アートウィル
- プロデューサー - 平沼仁一（「鬼太鼓座」に入座した後「鼓童」の設立に参加）